# むちむちポーク!
『むちむちポーク!』は、ケイブが製作したアーケードゲーム。ジャンルは縦スクロールシューティングゲーム。2007年4月26日から稼動。キャラクターデザインは、カワサキカズヒコが担当。

## 概要
目を引くのはまずその独特な世界観であり、『弾銃フィーバロン』を彷彿させるような、はっちゃけた設定となっている。自機キャラクター3人がタイトルに書かれているとおりに（1人を除くが）少々肥満体型のぽっちゃりした女性キャラである。公式ページでもこの方向性は徹底しており、さながらアイレムのエイプリルフール時のWEBサイトのように作られている。もともとケイブ製ゲームは少々ズレた視点から造られているゲームが多いが、本作も例外では無いといえる。
そんなオーソドックスな萌えからも少しズレたデザインが特徴的だが、ゲームは『鋳薔薇』シリーズのシステムを踏襲しながら各種改良が施され、マニアックだった前2作に比べてプレイしやすい難易度でまとめられている。
ケイブ祭り2010にてピンクスゥイーツとのセットでXbox 360への移植が発表され、2011年2月24日に発売された。

## ストーリー
豚から進化した知的生命体が住む惑星イベリコからやって来た赤い服の男、ポークフィレ将軍は、地球における豚肉普及率の視察という名目で豚肉消費量日本一のシェアを誇る福多塚（ぶたづか）市・福多塚町へとお忍びでやってきた。そして地球の豚肉を味わうべく焼肉店「福多苑」を訪問するが、その店では豚肉は取り扱っておらず牛肉を勧める店主の姿にポークフィレは激怒する。更に3人の少女たち―原外桃、肩口一久青、宗黄らふてら3人がその場で牛肉を追加注文した姿を見て、ポークフィレの怒りは頂点に達し、乗ってきた宇宙船に焼き肉店を無理やり吸い込んでしまう。
桃、一久青、らふてが目を覚ました時、彼女らは豚のスーツを装着させられていた。そして、そのままイベリコ星製最新戦闘自転機ケッタマシィーンに無理やり乗せられ、地球を殲滅、かつ全人類を豚にするための尖兵「むちむちポーク」にされてしまう。
町に配備された防衛兵器を破壊し、順調に作戦は進むかに見えた・・・が、ケッタマシィーンは暴走し、イベリコ星の兵器やポークフィレの配下をも巻き込んで破壊し尽くしていく。

## システム
ランク
『鋳薔薇』シリーズに組み込まれている、ゲーム中の難易度設定（ランク）がプレイ中に激しく上下するシステムは本作にも取り入れられている。
パワーアップ（ポークアップ）
ウィンナー状のPアイテムを一定数取得することで「オプトン」（オプション）が装着され、ショットが最大3段階までパワーアップする。オプトンが装着されている状態では、下記の「ラードアタック」が使用可能になる。
ラードアタック（ラードゲージ）
一般的なシューティングゲームのショットやボンバーの他に搭載されている特殊ショットで、これで攻撃することでボンバーや得点アイテムが出現しやすくなる。
施設や敵を倒すと出現する「豚（ブートン）」（地上敵・施設は地上で位置固定アイテム、空中敵では落下傘付きの浮遊アイテム）を獲得することで「ラードゲージ」が溜まり、そのゲージを消費することで通常よりも強力なショットであるラードアタックを撃つことができる（ショットのパワーアップ状態によって大型化する）。ラードアタック中はブートンを獲得してもゲージは回復せず、得点アイテムとなる（ゲージ最大時も同様）。ゲージがない場合は貫通弾を発射し、これで敵を撃破するとブートンが多く出現する。一部の施設は、ラードアタックで破壊することでブートンが大量に出現する。
ラードアタックの性能は、通常ショットと同じく自機によって性能が異なる。
ボンバー（ボムブー）
『鋳薔薇』と同じく、地上の敵を破壊した時に得られるチップ（ボムブーハム）を獲得することでボムブーゲージが上昇し、一定量溜まるとボムブーが一発補充される（最大2つ）。ラードアタック使用時は必ず出現する。
発動することで、自機が一定時間無敵かつ、発動地点を起点に支援ロボが出現し攻撃を仕掛ける。ロボの攻撃が敵弾にヒットするとブートンに変換する。
ボムブーがなくとも、ゲージが少しでも上昇していれば、低威力の「プチボンブァー」を放つ。
自機がミスした場合はボムブーが最大まで補充される（ボムブーゲージは変化しない）。
得点アイテム（キントン）
敵を破壊すると出現する。『鋳薔薇』シリーズと同じく取り続けると最大10000点まで成長する（画面上の全てのキントンを回収するたびに獲得点が上昇する）。ラードアタックで敵を破壊すると確実に出現する。破壊した敵によってキントンの出る数は異なる。また、ラードアタックを撃ちやめることで画面中にあるキントンを吸い込んで回収することができる（通常ショットに切り替えても回収する）。
本作では敵から得点アイテムが出る量が多く、スコアも『鋳薔薇』シリーズと比べてインフレ気味になっている。1000点以上に成長した時に画面中の最後のキントンを画面下に落としてしまった場合は、点数が10分の1に低下してしまう（900点以下なら100点まで低下。逆に言えば画面上に残っていればいくつか落としても点数は下がらない）。
エクステンド
エクステンド（得点による1UP）は毎回1000万点。得点アイテムの仕様によりエクステンドがしやすい構造となっている。
2周目
ノーミスでクリアすることで、5面ボスを倒したあとに2周目に突入する。また、2周目に突入すると以後のプレイでエクステンドの条件が変化してしまう（1000万点のみ）というバグが発見されている。
隠しモード
タイトル画面で特定のコマンドを入力することによって隠しモードが選べるようになる（コマンドは公式ページにて公開されている）。隠しモードはMANPUKU MODEとHARAHARA MODEの2つが存在する。MANPUKU MODEは撃破した敵が撃ち返し弾を残すモードで、HARAHARA MODEは2周目からスタートするモードとなる。

## 主要登場人物
キャラクターの名前の由来は、肉に関連するものから来ている。
原外 桃（ばらそと もも）
声 - 佐倉ゆき
むちむちピンク。福多塚市立福多塚高校に通う高校一年生で剣道部のマネージャー。15歳。ケッタマシィーンP-01に無理やり搭乗させられる。名前は豚バラ肉から。移動速度、ショットの威力共にバランスが取れている。ピンク色は好きらしい。丁寧な物腰で話す。
実家は焼肉店「福多苑」で、店主は桃の父（42歳）である。福多苑は約40年続いている名店らしい。桃の父が牛肉を勧めたことが、桃が事件に巻き込まれる発端となってしまった。
肩口 一久青（かたくち いくお）
声 - 幕田有里
むちむちブルー。福多塚市立福多塚高校に通う高校二年生。元気で勝気な性格。17歳。ケッタマシィーンB-02に無理やり搭乗させられる。名前は肩ロースから。移動速度が遅くショットの威力が高い。名前からして男性と思われがちだが、れっきとした女子高生。趣味はソフトボールで運動後には腹十六分目まで食べるらしい。強気なセリフが多い。
宗黄 らふて（そうき らふて）
声 - 仲村かおり
むちむちイエロー。福多塚市立福多塚中学校に通う中学一年生。12歳。ケッタマシィーンY-03に無理やり搭乗させられる。名前はソーキとラフテーから。ショットの威力が低いが移動速度は速い。東京に兄を残し両親が共働きの鍵っ子で、かなり臆病。また桃と一久青と違い肉は「大嫌い」らしい。弱気なセリフが多い。
らふては両親の都合で福多塚町に引っ越してきたばかりだが、土地に馴染めず公園で1人泣いていたところを一久青に発見され「肉を食べたら元気になる」と無理矢理福多苑へ連行され、大嫌いな肉を無理やり食べさせられた挙句、事件に巻き込まれる羽目になってしまった。
なお、彼女のケッタマシィーンに搭載されたAIは、3人中、もっとも凶悪な性能を持つ。
ポークフィレ将軍
声 - 浅科准平
- 搭乗機名：ハモンイベリコ（豚型重爆撃機）

イベリコ星からやって来た赤い服の男。豚から進化した種族だが、豚を食べる事を共食いとは思わず、むしろ誇りにすら思っている。
当初は友好的な姿勢で地球の豚肉を味わうためにやってきたものの、地球においては豚肉よりも牛肉の方に重きが置かれている事に激怒し、地球の全人類を全て豚にすべく、桃、一久青、らふてを、自らがデザイン監修したケッタマシィーンに乗せ、市街地の爆撃を命じた。しかし、3人のケッタマシィーンが誤作動して味方側である自分たちにも爆撃を仕掛けてきたため、やむなく他の幹部たちと共にステージボスとして3人に立ちふさがることになる。
ポークフィレ護衛室
ボス。桃、一久青、らふてら「むちむちポーク」が逃げないよう監視している。4人のことを信用していないため襲ってくる。4人とも他惑星からイベリコ星へ出向してきているため、イベリコ星人ではない。
ウィング軍曹
- 搭乗機名：ターキー・パストラミ（鶏型戦闘ヘリ）

1面ボス。鶏から進化した種族。豚の形をしたマスクを着け、オカマのような口調で話す。ローストよりフライドチキンのほうがいいらしい。
サーロイン少佐
- 搭乗機名：ビーフストロガノフ（牛型多履帯戦車）

2面ボス。牛から進化した種族。ポークフィレ将軍が先述の通り地球において豚肉よりも牛肉の方が価値がある事に激怒しているのだがサーロイン少佐は「牛も負けてはいない」と主張している。また彼の乗る戦車は他のボスに比べて敵弾がかなり多く倒すには各装備を順番に破壊しなくてはならない（加えて厄介なことに武装が格納式）ため、かなりの長期戦になりがち。むちむちポークを命名したのも彼。
ラム准尉
- 搭乗機名：シュウパウロウ（羊型飛行船／複葉機）

3面ボス。羊から進化した種族。小柄な外見をしている。ゲーム中でのイラストではサクラ少尉の腕を掴んでどこか怯えており、難易度と本人の口調からあまり強さを感じない。毛皮が自慢。地球人全員を豚にしたら誰が住人になるのか心配している。
サクラ少尉
- 搭乗機名：バサシ・シオ／バサシ・ショウユ（馬型特殊換装車両）

4面ボス。馬から進化した種族。昔気質で、スリムな体を誇る。

## Xbox 360版
Xbox 360版はアーケードの再現が行われたアーケードモードに加え、1人プレイ専用になるアレンジモードが収録。アーケードモードとは以下の相違点がある。
自機
自機はアーケードモード同様に3機選べたが、ショットボタンを押しっ放しにすると自機の移動速度を落としながら貫通ショットを撃つことができる。
フィーバーシステム
カウンタが10000になると発動可能。この時敵弾にラードアタックを行うと緑色の弾に変化。敵弾も激しくなるが、ボムボタンを押すとマニュアルフィーバー、敵や敵弾に被弾した場合はオートフィーバーとなる。またミスをするとボムの数が1つ増える仕様になっている。

## その他
- むちむちポークの乗るケッタマシィーンの語源は、名古屋弁で自転車を意味する「ケッタマシン」から。自転車をベースにしたデザインで、キャラクターはペダルを漕いでいる様子が見られる。
- ケッタマシィーンは、特殊なAIで制御されているため、彼女たちはペダルを漕ぐ以外は何もしていない。即ち、自動制御（実際はプレイヤーの操作）である。
- ゲーム中に登場するザコ敵はイベリコ軍ではなく福多塚町に設置された防衛基地の兵器である（イソガイ製作所作成）。また福多塚町は人口2万人程度の田舎の農村であるが、上記のように日本の軍事施設をも超えるオーバースペック気味の防衛施設を持つ。防衛施設の設置理由については町長の道楽という説と市民の声（メカはリアルで）という説があるが真相は不明。また、防衛基地の兵器が稼動した理由についても、表向きには防衛だが、「こんな機会は2度とない」と実戦がしたかっただけらしい。
- イベリコ軍は主にボスキャラとして登場するが、彼らは本来なら敵ではなく味方である。それにもかかわらず、攻撃してるのはケッタマシィーンが“誤作動”したためである。
- 桃、一久青、らふてはイベリコ軍に拉致された時から豚のスーツ（ポークフィレ将軍曰くイベリコ星でも小恥ずかしい格好らしい）を着せられているが、待機時は普通に地球の普段着を着ており任務開始時に瞬時に着替えられるようなツールを装備している。ただし、待機時でも豚耳はそのまま残されている。
- 開発中のタイトル案は『ぷっちんポーク』であったが、「真ん中の3文字が危険ではないか」との指摘を受け、現在のむちむちポークに落ち着いた[1]。